# Überwald
Der Überwald liegt im Südosten des Landkreises Bergstraße zwischen Vorderem und Hinterem Odenwald und umfasst die Gemeinden Abtsteinach, Grasellenbach und Wald-Michelbach. Wald-Michelbach ist der zentrale Ort des Überwaldes. Der Name wurde wahrscheinlich zuerst von den Bewohnern des benachbarten Weschnitztales benutzt. Die Blickrichtung aus diesem Tal geht über den Höhenzug der Tromm „über den Wald“ in Richtung der höher gelegenen Ortschaften Wald-Michelbach, Abtsteinach und Grasellenbach.
Der Überwald war Namensgeber für die vom Weschnitztal dorthin führende Bahnstrecke, die Überwaldbahn. Die bevorzugte Straßenverbindung führt über die 423 Meter hohe Kreidacher Höhe von Mörlenbach nach Wald-Michelbach.
Zu den drei Überwald-Gemeinden zählen folgende Ortschaften:
Unter-Abtsteinach, Ober-Abtsteinach, Mackenheim, Siedelsbrunn, Kreidach, Stallenkandel, Ober-Mengelbach, Gadern, Wald-Michelbach, Ober-Schönmattenwag, Unter-Schönmattenwag, Aschbach, Hartenrod, Affolterbach, Kocherbach, Wahlen, Scharbach, Tromm, Litzelbach, Hammelbach, Gras-Ellenbach.

## Nachbargemeinden
Der Überwald hat folgende Nachbargemeinden:
Gorxheimertal (Landkreis Bergstraße), Heiligkreuzsteinach (Baden-Württemberg), Schönau (Baden-Württemberg), Birkenau (Landkreis Bergstraße), Mörlenbach (Landkreis Bergstraße), Rimbach (Landkreis Bergstraße), Heddesbach (Baden-Württemberg), Eberbach (Baden-Württemberg), Oberzent (Odenwaldkreis), Fürth (Landkreis Bergstraße), Mossautal (Odenwaldkreis), Reichelsheim (Odenwaldkreis).